# Irina Borissowna Schramko
Irina Borissowna Schramko (russisch Ирина Борисовна Шрамко; * 22. Januar 1961 in Charkow) ist eine sowjetisch-ukrainische Frühhistorikerin, Archäologin und Hochschullehrerin.

## Leben
Schramkos Vater war der Historiker Boris Schramko, der die Wallanlage von Bilsk als die Hauptstadt der Skythen Gelonos identifizierte. Schon als Schülerin nahm sie an archäologischen Expeditionen in den Oblasts Charkow und Poltawa teil. Sie studierte an der Staatlichen Universität Donezk in der Fakultät für Geschichtswissenschaft mit Abschluss 1984.
Ab 1984 arbeitete Schramko als Geschichtslehrerin an der Charkower Schule Nr. 89. Ab 1987 leitete sie den Archäologischen Arbeitskreis des Jugendpalasts der Oblast Charkow (bis 2008).
Ab 1987 leitete Schramko die archäologische Expedition in der Wallanlage von Bilsk, wo sie die westlichen Befestigungsanlagen untersuchte. 1995 verteidigte sie mit Erfolg ihre Dissertation über das Schmiedehandwerk bei den Stämmen in dem Worskla- und Psel-Einzugsgebiet während der Skythenzeit für die Promotion zur Kandidatin der Geschichtswissenschaften. Seit 2000 führte sie Ausgrabungen in Siedlungen der Bronzezeit, der Skythenzeit und des frühen und späten Mittelalters in und um Charkow durch.
Schramko ist seit 1995 Mitglied der Historisch-Archäologischen Gesellschaft der Oblast Charkow und seit 2005 Mitglied der Geschäftsführung. 2004–2011 leitete sie den Archäologischen Dienst Sloboschanske des Archäologischen Sicherungsdienstes der Ukraine des Instituts für Archäologie der Nationalen Akademie der Wissenschaften der Ukraine.
2005 wurde Schramko Dozentin am Lehrstuhl für Historiographie, Quellenkunde und Archäologie der Fakultät für Geschichtswissenschaft der Nationalen W.-N.-Karasin-Universität Charkiw. Sie hält Spezialvorlesungen über die Archäologie der frühen Eisenzeit Europas, die Probleme der archäologischen Chronologie u. a.  2005–2011 war sie Mitglied des Feldforschungskomitees des Instituts für Archäologie der Nationalen Akademie der Wissenschaften der Ukraine. Sie leitet das Archäologische Praktikum auf der Wallanlage von Bilsk. Seit 2012 ist sie Direktorin des Archäologie-Museums der Nationalen W.-N.-Karasin-Universität Charkiw.